# Bobby Scott
Robert Cortez Scott, detto Bobby (Washington, 30 aprile 1947) è un politico e avvocato statunitense, membro della Camera dei Rappresentanti per lo stato della Virginia.

## Biografia
Di origini afroamericane e filippine, nacque a Washington e crebbe a Newport News, in Virginia.
Dopo aver frequentato Harvard, ottenne un bachelor in scienze politiche e una laurea in legge.
Dal 1970 al 1976 fu membro della National Guard e fu nelle riserve dell'esercito. Dal 1973 al 1991 lavorò come avvocato in uno studio legale privato.
Nel 1977 fu eletto alla Camera dei Delegati della Virginia tra le file dei democratici. Cinque anni dopo approdò al Senato della Virginia, dove si occupò prevalentemente di tutela sociale, ad esempio per garantire l'assistenza sanitaria ai bambini e ai poveri.
Nel 1986 si candidò al Congresso come rappresentante per il primo distretto congressuale della Virginia, ma fu sconfitto dal deputato in carica, il repubblicano Herbert H. Bateman.
Nel 1992 decise di ricandidarsi, ma stavolta per il terzo distretto, che era composto prevalentemente da afroamericani e democratici. Vinse le primarie con il 67% dei voti e si impose nelle elezioni generali con il 79%. Negli anni successivi fu sempre riconfermato con alte percentuali di voto.
Ideologicamente Scott si configura come un liberale progressista: si è opposto fermamente a quasi tutte le iniziative del Presidente Bush, ha votato contro il Patriot Act e contro l'invasione dell'Iraq e ha invece appoggiato la riforma del sistema sanitario di Obama.
Scott si è speso molto a favore dei diritti civili, promuovendo l'aumento del salario minimo e condannando la discriminazione dei gay sul posto di lavoro.